# Nicholasville
Nicholasville är en stad i den amerikanska delstaten Kentucky med en yta av 22 km² och en folkmängd, som uppgår till 19 680 invånare (2000). Nicholasville, som är administrativ huvudort i Jessamine County, grundades år 1798.